# Плессі-ле-Тур

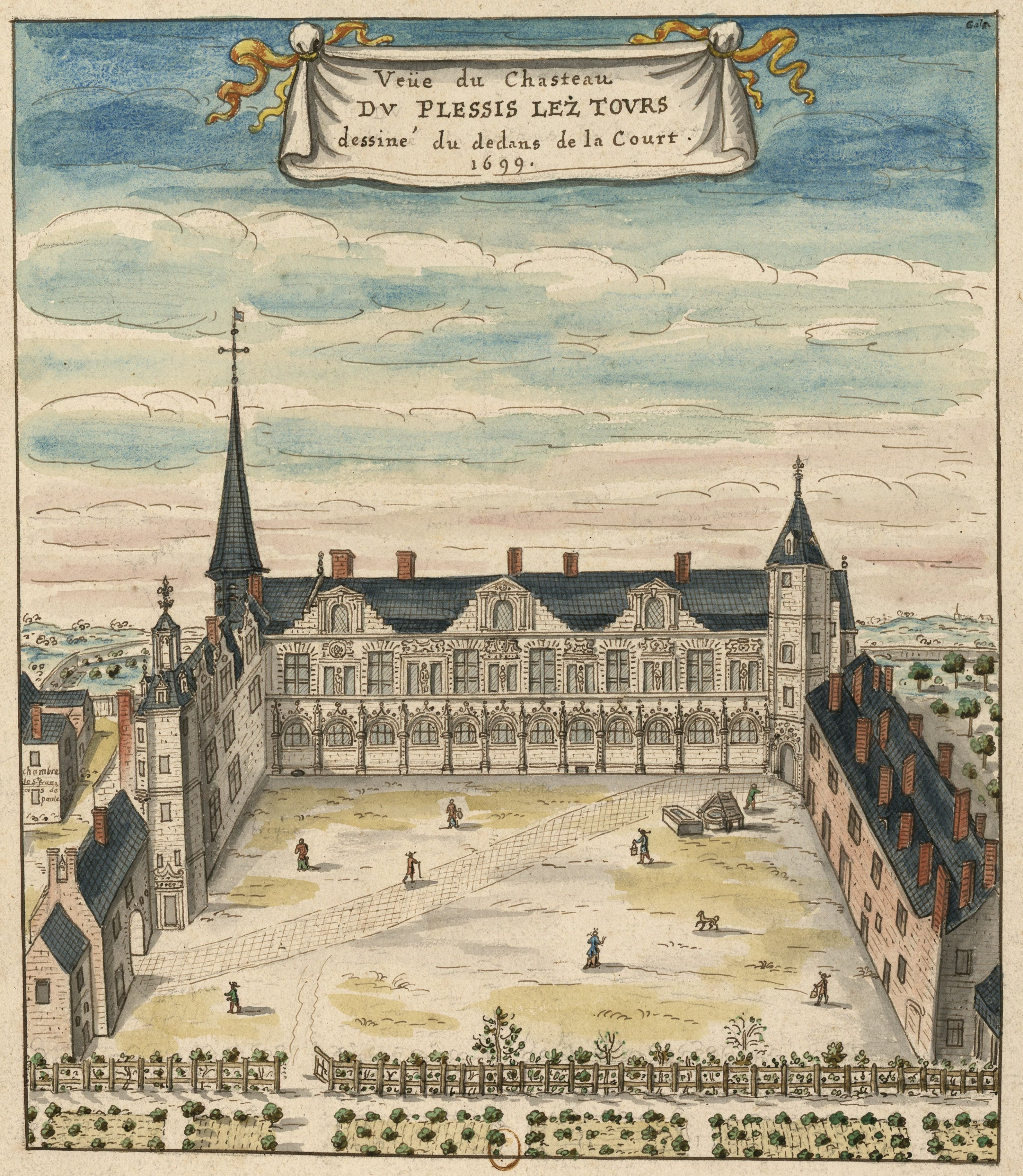
Зображення замку в 1699 році

Плессі-ле-Тур — залишки королівської резиденції (шато) в містечку Ла-Ріш, передмісті Тура. Один з численних пізньоготичних замків долини Луари.
Замок побудований під час правління Людовика XI, наприкінці XV століття. Король помер тут 30 серпня 1483 року. У 1589 р. в Плессі-ле-Тур відбулася історична зустріч Генріха III і Генріха Наваррського, під час якої вони домовилися про спільні дії проти Католицької ліги.
У XVII столітті Бурбони перестали навідуватися до занепалої резиденції. Навколо будівель були насаджені шовковичні дерева, що сприяло розвитку в окрузі шовкопрядіння. У кінці XVIII століття колишній замок був переданий як будинок піклування для жителів Тура. У 1796 році, під час Великої Французької революції, пам'ятник старовини був проданий приватному власникові і на три чверті розібраний на цеглу.
Вціліла будівля — частина величного шато, що мав три крила, — у XIX столітті використовувалася як ферма. Також тут було налагоджено виробництво мисливського дробу. Лише на початку XX століття, коли у будівлю в'їхала лабораторія по розробці вакцин, стали замислюватися про його реставрацію. Плессі-ле-Тур був внесений до офіційного списку історичних пам'ятників Франції у 1927 році.
Зараз замок належить польській общині, але за домовленістю можна відвідати кімнату, де помер король Людовик, і підвали, де колись була королівська в'язниця. Там виставлені на огляд залізні клітки, подібні до тієї, в якій, за переказами, Людовик XI упродовж 11 років тримав кардинала Ла Балю.

## Ресурси Інтернету
- Вікісховище має мультимедійні дані за темою: Плессі-ле-Тур
- Liste des châteaux d'Indre-et-Loire
- Liste des demeures royales françaises
- Liste des résidences des chefs d'État français